# NGC 1741
NGC 1741 este o interacțiune de galaxii situată în constelația Eridanul. A fost descoperită în 6 ianuarie 1878 de către Édouard Stephan⁠(d).